# منطقه وانیمو-رود سبز
منطقه وانیمو-رود سبز یکی از منطقه های استان سپیک غربی واقع در کشور پاپوآ گینه نو می باشد. مرکز این منطقه وانیمو است. این منطقه خود از ۵ فرمانداری محلی تشکیل می گردد که هر فرمانداری به منظور سهولت در امر آمارگیری خود به چند بخش تقسیم می شود.

## تقسیمات
این منطقه دارای ۵ فرمانداری محلی است که اسامی آن ها به شرح زیر است:
- فرمانداری محلی روستایی آماناب
- فرمانداری محلی روستایی بوانی-ووتونگ اونئی
- فرمانداری محلی روستایی رود سبز
- فرمانداری محلی شهری وانیمو
- فرمانداری محلی روستایی والسا